# Sven Agge
Sven Ingvar Agge (ur. 16 czerwca 1925 w Siljansnäs, zm. 5 lutego 2004 tamże) – szwedzki biathlonista, dwukrotny medalista mistrzostw świata.

## Kariera
Na rozgrywanych w 1959 roku mistrzostwach świata w Courmayeur razem z Adolfem Wiklundem i Sture Ohlinem zdobył srebrny medal w drużynie. Na tej samej imprezie zdobył też brązowy medal w biegu indywidualnym, ulegając tylko dwóm reprezentantom ZSRR: Władimirowi Miełanjinowi i Dmitrijowi Sokołowowi. Brał też udział w igrzyskach olimpijskich w Squaw Valley w 1960 roku, gdzie w biegu indywidualnym zajął szesnastą pozycję.

## Osiągnięcia

### Igrzyska olimpijskie
| Rok  | Miejscowość  | Konkurencje | Konkurencje | Konkurencje | Konkurencje | Konkurencje | Konkurencje | Konkurencje |
| Rok  | Miejscowość  | IN          | SP          | PU          | MS          | RL          | MR          | SR          |
| ---- | ------------ | ----------- | ----------- | ----------- | ----------- | ----------- | ----------- | ----------- |
| 1960 | Squaw Valley | 16.         | nd.         | nd.         | nd.         | nd.         | nd.         | –           |

### Mistrzostwa świata
| Rok  | Miejscowość | Konkurencje | Konkurencje | Konkurencje | Konkurencje | Konkurencje | Konkurencje | Konkurencje |
| Rok  | Miejscowość | IN          | SP          | PU          | MS          | RL          | MR          | SR          |
| ---- | ----------- | ----------- | ----------- | ----------- | ----------- | ----------- | ----------- | ----------- |
| 1959 | Courmayeur  | 3.          | nd.         | nd.         | nd.         | 2.          | nd.         | –           |